# Acontia mesoleuca
Acontia mesoleuca är en fjärilsart som beskrevs av George Francis Hampson 1916. Acontia mesoleuca ingår i släktet Acontia och familjen nattflyn. Inga underarter finns listade i Catalogue of Life.